# 拉科·塔卡斯
拉科·塔卡斯（1996年7月15日—）是一位捷克足球運動員。在場上的位置是後衛。他現在效力於捷克足球甲級聯賽球隊特普利采足球俱樂部。他也代表捷克U21國家隊參賽。